# Rodzina matryfokalna
Rodzina matryfokalna (rodzina matrycentryczna) – struktura społeczna, w której centralną rolę odgrywa kobieta-matka skupiająca na sobie większość funkcji rodzinnych i rodzicielskich.

## Wstęp
Wokół kobiety zebrane są dzieci (dwupokoleniowość), a niekiedy i dzieci jej córek (trzypokoleniowość). Mąż, bądź partner – gdyż małżeństwo nie jest tu konieczne i w rzeczywistości często nie występuje – i ojciec dzieci (często niektórych) zamieszkuje w domostwie, w jego pobliżu, bądź w zupełnym oddaleniu. Nawet jeśli zamieszkuje w jego obrębie, to jego rola w zakresie wypełniania funkcji rodzinnych, zwłaszcza rodzicielskich, jest podporządkowana kobiecie.
Struktury matryfokalne nie muszą być koniecznie powiązane z matrylinią, zdarzają się w społecznościach patrylinearnych, jak i bilinearnych.
Matryfokalności (zakłada ona strukturę społeczną, która skupia się wokół kobiety) nie należy mylić z matriarchatem (ustrojem społecznym, w którym władza spoczywa w rękach kobiet).
Niekiedy mówi się o matryfokalności w odniesieniu do poliginii semirezydencjalnej, a zwłaszcza nierezydencjalnej. W takich przypadkach poszczególne żony zamieszkują odrębne chaty a ojciec-mąż jest wprawdzie obecny (w drugim przypadku raczej wizytujący), ale z racji rozproszenia pomiędzy poszczególne żony i ich dzieci nie jest w stanie odgrywać istotnej roli w zakresie pełnienia funkcji rodzicielskich wobec dzieci. Idąc tym tropem można by stosować kategorię matryfokalności w odniesieniu do tych rodzin, w których ojciec jest przez dłuższy czas nieobecny (jak w przypadku małżeństw dystansowych), choć wtedy należałoby brać pod uwagę w jakim stopniu matka i dzieci identyfikują się z nieobecnym ojcem. Rodzin matryfokalnych jest więc więcej niż się przypuszcza. Można o niej mówić w przypadku rodziny jednorodzicielskiej z matką i dziećmi; a w sytuacji ojca z dziećmi o rodzinie patryfokalnej.

## Możliwe przyczyny powstawania struktur matryfokalnych
Można wyróżnić dwie grupy powodów powstawania struktur matryfokalnych:
- Pierwsza to niechęć kobiet do stałego wiązania się z mężczyzną przy jednoczesnej jego niezbędności do płodzenia potomstwa i tworzenia domostwa. Jak twierdzi biolog Lynn Margulis, dziś wiele kobiet przyznaje się otwarcie, że reprodukcja jest dla nich ważniejsza niż posiadanie mężów. Tak ośmielają się mówić kobiety dziś, ale jest to zapewne stary trend.
- Druga grupa powodów związana jest z niemożnością polegania na mężczyźnie jako dostarczycielu zasobów i jako stałym opiekunie dla dzieci. Nie zawsze to jest powiązane z konkretnym mężczyzną wykazującym – z jakichś powodów – brak zainteresowania życiem rodzinnym, ale z całym kontekstem społeczno-kulturowym, który utrudnia bądź uniemożliwia większości mężczyzn pełnienie roli stałego partnera i ojca.

Rodzina matryfokalna powstaje więc nie tylko wtedy, gdy mężczyźni nie mogą tworzyć innej rodziny lub jej nie chcą, ale także wtedy, gdy chcą takiej rodziny same kobiety.

## Występowanie na świecie
Rodzina tego typu najliczniej występuje w społecznościach zamieszkujących Wyspy Bahama (np. Andros) na zachodnim Atlantyku na południowy zachód od Florydy, Wielkie Antyle (np. Jamajka) i Małe Antyle (np. Grenada) na Morzu Karaibskim. Znajdujemy ją również na północnych krańcach Ameryki Południowej (np. w Gujanie), wśród ubogich miast mieszkańców Neapolu, na indonezyjskiej Jawie, wśród Apaczów Mescalero na terenach stanu Nowy Meksyk, w plemieniu Aszanti z Ghany, Igbo ze wschodniej Nigerii oraz w gettach murzyńskich na terenie Stanów Zjednoczonych.

## Rodzina matryfokalna a wychowanie dzieci
Istnienie rodzin matryfokalnych czyni aktualnym pytanie o niezbędność ojca (bądź mężczyzny w ogóle) w rodzinie jako warunku pomyślnej socjalizacji dzieci. Dość powszechne jest w kulturze zachodniej przekonanie, że obecność kobiety i mężczyzny jako rodziców społecznych jest konieczna dla prawidłowego rozwoju dziecka. Niejeden antropolog (socjalizowany w Europie czy USA), akceptujący takie ujęcie, zwykł patrzeć na rodzinę matryfokalną jako swoistą anomalię i strukturę odbiegającą od normy rozumianej jako tzw. pełna rodzina, to znaczy złożona z ojca i matki. W takich przypadkach interpretacja rodziny matryfokalnej widoczne jest traktowanie jej jako odpowiednika „rozbitych rodzin nuklearnych”, czyli pewnego przypadku rodziny jednorodzicielskiej. Jednak, gdy ta ostatnia jest strukturą jednorodzicielską od początku swego istnienia i dodatkowo jest nią z wyboru, nie można jej traktować jako rodziny rozbitej. W związku z powyższym należy uwypuklić różnicę między rodziną jednorodzicielską a matryfokalną. Pierwsza jest typem rodziny prostej, zarówno wtedy, gdy jest nią od swego ukonstytuowania się, jak i wtedy, gdy jest strukturą powstałą po rozpadzie rodziny dwurodzicielskiej. Druga natomiast jest w swym zamierzeniu strukturą koncentrującą się wokół kobiety-matki i jako taka, w społeczeństwach gdzie występuje, jest traktowana jako najzupełniej normalna i spełniająca wszystkie funkcje stawiane przed rodziną jako podstawową grupą społeczną.
Struktura matryfokalna (ewentualnie paramatryfokalna, jeśli mamy do czynienia z występowaniem tylko części cech właściwym tej pierwszej) może pojawić się za każdym razem, gdy dojdzie do dłuższej nieobecności partnera, męża, ojca. Dotyczy to głównie rodzin małych i modeli monokohabitacyjnych, gdyż w rodzinach większych na miejsce jednego nieobecnego ojca może wejść inny męski członek rodziny.

### Teoria wiążąca ruchy kontrkulturowe XX wieku z wychowaniem w rodzinach matryfokalnych
Po dzieciach wychowywanych głównie przez matkę należało by się spodziewać mniejszego poziomu agresji niż po dzieciach wychowywanych (w rodzinach patriarchalnych) razem z mężczyzną. Struktura matryfokalna jest prawdopodobnie najmniej agresogennym środowiskiem społecznym jakie zna Homo sapiens.(Najnowsze badania pokazują, że wręcz przeciwnie, matki mają tendencję nadopiekuńcze co skutkuje w wychowywaniu dzieci nie wrażliwych na potrzeby inne niż własne co zostało ukazane w książce Warrena Farrela pt. ,,Boy crisis,,)
Nieobecność mężczyzn w wielu domach amerykańskich podczas lat drugiej wojny światowej wydaje się mieć związek z ruchem kontestacyjnym i hipisowskim lat 60. XX wieku, który charakteryzowało silne akcentowanie swobód seksualnych wraz z krytyką wyłączności seksualnej i wierności, propagowanie pokojowości (wyrażanego np. w haśle make love not war). Ruchy te można postrzegać jako jeden z efektów wychowania w środowisku kobiecym. XX-wieczna Europa mniej pasuje do wysnuwania takich wniosków bo w niej toczyła się wojna, a więc dzieci były wystawione bezpośrednio na agresję niezależnie od tego czy wychowywały się bez ojców, braci i dziadków czy z nimi.
Wraz z polityką rodzinną lat 50. XX wieku wychowano kolejne pokolenie, które przyszło po hippisach, dużo bardziej konserwatywne i „poprawne” wobec purytańskiej, sztywnej i mało tolerancyjnej obyczajowości amerykańskiej.